# Maid Marian and Her Merry Men
Maid Marian and her Merry Men est une série télévisée britannique créée et écrite par Tony Robinson et réalisé par David Bell. Elle a commencé en 1989 sur BBC One et a été diffusée pendant quatre saisons, le dernier épisode a été diffusé en 1994. La série a été en partie une comédie musicale racontant la légende de Robin des Bois, en plaçant Marianne dans le rôle du chef des Joyeux Compagnons, et en réduisant Robin à un ancien tailleur incompétent.
Le programme a été très apprécié par les enfants et les adultes, et a été comparé à La vipère noire, non seulement pour son cadre historique et la présence de Tony Robinson mais aussi pour son style comique. Il est cependant plus surréaliste et affiche délibérément encore plus d'anachronismes. De nombreux acteurs de la série tels que Howard Lew Lewis, Forbes Collins, Ramsay Gilderdale et Patsy Byrne étaient auparavant apparus dans divers épisodes de La vipère noire aux côtés de Robinson. Comme de nombreux programmes pour enfants britanniques, il y a beaucoup de commentaires sociaux insidieusement insérés, ainsi que des apartés pleins d'esprit sur la famille royale, les bus étant à l'heure, etc. Beaucoup de scénarios ont caricaturés ou référencés des films et des émissions de télévision, y compris d'autres incarnations de Robin des Bois.
La série connu un tel succès qu'il y eut une adaptation produite pour le théâtre et une bande dessinée de Paul Cemmick qui fut publiée en série dans le journal pour enfants du Daily Telegraph "The Young Telegraph" (également disponible en série de collections), et le programme a été rediffusé sur BBC One en 2001. La saison 1 est sortie en vidéo en 1990 et 1993, avec trois épisodes chacun sur quatre bandes, et les quatre saisons sont disponibles en DVD. Elle a été rediffusée en avril 2002 sur la chaîne CBBC et la première saison a été rediffusée en juin 2007 à 12h30 sur la chaîne CBBC. Au cours de l'été 2009, Gold a rediffusée toute la saison 4.

## Histoire
Bon nombre des intrigues présentées consistaient en des caricatures, y compris des films tels que Jurassic Park et It Came From Outer Space, et des programmes de télévision comme The Crystal Maze et les collectes de fonds télévisées de longue date Children in Need et Comic Relief. Il y avait aussi des références fréquentes à d'autres incarnations de Robin des Bois, notamment Robin of Sherwood d'ITV (et en particulier la bande originale de la série Clannad qui est critiquée dans l'épisode "The Whitish Knight") et l'adaptation cinématographique contemporaine Robin des Bois, prince des voleurs. Ce dernier comprend en fait Howard Lew Lewis, qui avait joué dans le film, parmi ses acteurs, rajoutant de l'ironie dans l'épisode "They Came from Outer Space", épisode qui satirise également Kevin Costner dans le film pour avoir joué le rôle principal avec un accent américain.

## Personnages

### Protagonistes
- Marianne (Kate Lonergan (en)) : une combattante de la liberté passionnée et idéaliste et leader de facto des "Joyeux Compagnons" (bien que cela ne soit jamais reconnu par personne en dehors du groupe). Elle est de loin la plus intelligente de la bande, mais laisse souvent son idéalisme l'aveugler sur les réalités des situations, notamment l'incompétence des membres du groupe. Elle n'est pas non plus très patiente, mais défendra toujours toute personne qui, selon elle, est lésée. Elle a souvent de la boue dans les cheveux.
- Robin de Kensington (Wayne Morris) : un tailleur extrêmement incompétent et un yuppie. Choisi par hasard comme le chef du gang de Marianne, il le reste car il le voit comme une image cool à cultiver. Sa contribution la plus significative aux hors-la-loi fut néanmoins d'insister sur le fait qu'ils portent tous du vert «pour se coordonner avec les arbres».
- Barrington (Danny John-Jules) : le Rasta des Joyeux Compagnons, qui rappait souvent lors des chansons des épisodes. Il agit parfois comme une sorte de narrateur semi-omniscient (d'une manière similaire à Alan-a-Dale dans les versions plus traditionnelles).
- Little Ron (Mike Edmonds (en)) : un compagnon très petit, souvent en colère et violent. Une parodie de Petit Jean.
- Rage (Howard Lew Lewis): un autre Compagnon, très fort et très stupide, mais avec du cœur.

### Antagonistes
- Roi Jean (Forbes Collins, qui a également joué le frère de Jean, Richard Cœur de Lion, dans l'épisode "The Whitish Knight", et la reine Eleanor, mère de Guy de Gisbourne, la blague étant que tous les Royaux se ressemblent) : un monarque violent et instable. Il est narcissique et peu sûr de lui, et devient très en colère à l'idée d'être impopulaire avec les paysans. Son frère, était considéré comme un souverain sage qui ramènerait l'Angleterre à l'âge d'or.
- Le shérif de Nottingham (Tony Robinson) : un comploteur sournois obsédé par la collecte des impôts. On lui a donné le prénom "Arnold" dans l'épisode "Keeping Mum", apparemment pour produire un jeu de mots plus tard. Bien qu'il se consacre à arrêter Marianne, ils se retrouvent parfois en sympathie avec elle concernant la stupidité de tout le monde.
- Gary et Graeme (Mark Billingham et David Lloyd) : gardiens du château du roi et sbires du shérif. Ce sont les «meilleurs amis» et extrêmement affables, mais dans la tradition des méchants intelligents avec des acolytes idiots. Ils sont souvent très amicaux avec les Joyeux Compagnons, qui ont tendance à l'être également - sauf lorsque Gary et Graeme leur font obstacle. Graeme a un frère appelé Kevin. Graeme a tendance à apprécier des choses comme la torture et à taquiner les villageois plus que Gary, bien que Gary défiera Graeme pour avoir la chance de faire des exécutions. Gary est montré comme complètement dévoué à son travail, au point d'être obsédé; limogé, il a refusé de quitter le côté du shérif et a continué comme s'il n'avait pas été renvoyé.
- Guy de Gisbourne (Ramsay Gilderdale) : le neveu du roi Jean, qui est venu vivre avec lui sur l'insistance de sa mère, la sœur aînée du roi, la reine Eleanor. Idiot du village et fils à maman, Guy est largement méprisé par les héros et les méchants. Il a 27 ans mais agit comme un enfant de 4 ans, a un ami imaginaire et s'habille parfois en tutu. Le roi Jean ne veut pas de son neveu, mais obéit aux ordres de sa sœur de peur qu'elle ne lui fasse "cette mauvaise chose avec les crayons", comme elle le faisait quand ils étaient enfants.
- "Rotten" Rose Scargill (Siobhan Fogarty) : rivale de Marianne et à la fois la meilleure amie et la pire ennemie de Marianne. Elle est la plus grande fan de Robin des Bois.

### Personnages secondaires
- Gladys et Snooker (Hilary Mason et Robin Chandler) : deux villageois de Worksop. Gladys est une paysanne âgée (et extrêmement stupide), aimant raconter des histoires et des légendes et fréquenter Barrington. Elle est la "vieille femme sage" de Worksop, mais admet être sous-qualifiée. Snooker (qui se fait aussi appeler "Stinker") est un autre paysan extrêmement stupide, qui semble avoir environ 40 ans. Nommé ostensiblement pour une seule blague, sa plus grande prétention à la gloire est apparemment d'inventer un jeu impliquant un long bâton, une table et un certain nombre de boules colorées. Ensemble, ils servent de porte-parole du village, mais ne sont généralement pas plus intelligents que les paysans dont ils parlent.
- Ortie (Kerry Potter) : une jeune villageoise, qui est l'égale de Marianne en termes d'intelligence.
- Chickweed (Karen Salt) : une très jeune paysanne.
- Hayley (Carly Britnell) : une autre jeune villageoise intelligente. Elle avait une comète qui porte son nom après avoir vomi alors qu'elle traversait le ciel ("Hayley's Vomit").
- La bête de Bolsover : une référence au surnom de Dennis Skinner, alors député travailliste de Bolsover et membre du Socialist Campaign Group. (Tony Robinson est un partisan bien connu du Parti travailliste et a été élu au Comité exécutif national du Parti en 2000)[1].
- Eric "The Newt" Teasel : un archer, apparaissant dans l'épisode "Robert The Incredible Chicken". Vient de la forêt d'Epping.
- Cowpat : une jolie jeune femme du village. Elle est une amie de Rose et l'une des nombreuses fans de Robin. Elle est apparue dans "Rotten Rose (Partie 1)".
- Clough : un grand homme du village aux cheveux roux et barbu, originaire de la forêt de Nottingham et parfois vu près de Worksop. Il participé au concours de tir à l'arc. Le nom du personnage fait référence à Brian Clough, manager de l'équipe de football anglaise de Nottingham Forest à l'époque.
- Nigel Pargetter : paysan apparaissant semi-régulièrement mais non crédité (en fait Martin [Wills] O'Toole) qui a été victime d'un certain nombre de malheurs, notamment des coups de poing à la tête à plusieurs reprises, l'écrasement d'un radiateur pendant Bloopy et a un grand concombre logé dans sa tête par le sosie de Robin. Nommé d'après un personnage bien connu du feuilleton de longue date de la BBC Radio 4, The Archers.
- "Petite fille" (Kellie Bright) : souvent retrouvée proche de Gladys dans la première saison.
- "Prisonnier fou" (Christopher Nichol)

## Musique
Les musiques et les chansons mémorables de Maid Marian et Her Merry Men ont été composées par Nick Russell-Pavier et David Chilton. Chaque épisode contenait une ou deux chansons, qui étaient pour la plupart des originaux mais parfois des parodies. Selon les commentaires sur les DVD, les acteurs étaient souvent doublés dans leurs voix de chant, à la fois par eux-mêmes et (plus souvent) par des chanteurs professionnels dans des sessions de studio de post-tournage. Cependant, Gary, Graeme, Guy et Barrington chantent presque toujours leurs propres chansons.

### Saison 1
1. How The Band Got Together : "Mud" (chanté par Barrington)
2. Robert The Incredible Chicken : "The Story So Far" (chanté par Barrington); "The Sheriff's Excuse" (chanté par Barrington)
3. A Game Called John : "Pancake Day" (chanté par Barrington)
4. The Miracle of St Charlene : "Gotta Get Across" (chanté par Barrington, Marianne, Robin, Rabies et Little Ron)
5. The Sharp End of a Cow : "Populaire" (chanté par les paysans)
6. The Whitish Knight : "The White Knight / The Whitish Knight" (une reprise de la chanson thème de la série télévisée Robin of Sherwood)

### Saison 2
1. The Beast of Bolsover : "Ambush" (chanté par Barrington)
2. The Worksop Egg Fairy : "What Is Happening Here?" (chanté par Barrington); "Bop For An Egg" (chanté par Barrington)
3. Little Brown Noses : "Against The Law" (chanté par Barrington); "Colin's Release Song" (une reprise de Band Aid ; chanté par Marianne, Robin, Barrington et Rabies)
4. Rabies In Love : "Rage amoureuse"; "Wedding Today" (chanté par l'Ortie et les paysans)
5. Rotten Rose (Première partie) : "Robin Hood" (une reprise de Bananarama ; chanté par Rose, Gladys et Cowpat)
6. Rotten Rose (Deuxième partie) : "Rotten Rose" (chanté par Barrington)

### Saison 3
1. The Big Baby : "Father Bloopy" (chanté par The Sheriff, Gary, Graeme et les paysans); "Don't Worry 'Bout The Pain" (chanté par Barrington, Marianne, Robin et les paysans)
2. Driving Ambition : "Boring" (chanté par Barrington et les paysans - note line par Marianne "Stop miming"); "Take Action" (chanté par Barrington, Robin et Rabies); "A Friend Like Rose" (chanté par Marianne et Barrington)
3. Keeping Mum : "Percé" (chanté par le shérif et les paysans); "Call The Dentist" (une reprise de la chanson thème SOS Fantômes ; chanté par Barrington et les paysans); "Hurrah for the State of Luxembourg " (chanté a cappella par Gary et Graeme)
4. They Came From Outer Space : "Only Child" (chanté par Marianne, Barrington, Rabies et Little Ron); "Naked To The Visible Eye" (chanté par Barrington et les paysans)
5. Robin and the Beansprout : "I Wish They'd Put Their Heads Outside" (chanté par Barrington, Marianne et Little Ron); "Chop Suey" (une reprise de "In the Ghetto" d'Elvis Presley ; chanté par Robin)
6. The Great Mud Harvest : "White Suit" (chanté par Robin et les paysans)

### Spécial Noël 1993
1. Maid Marian et Much the Mini-Mart Manager's Son : "Much The Mini-Mart Manager's Son" (chanté par Barrington); "Deception" (une reprise de Michael Jackson ; chanté par Barrington et l'un des musiciens réguliers de la série, apparaissant à l'écran pour la première fois - notez la phrase 'Ce n'est pas lui qui chante...')

### Saison 4
1. Tunnel Vision : "Double Trouble" (chanté par Barrington et Robin)
2. Bouncy Sheriff : "Amis ou ennemis?" (chanté par Rose, Marianne, le Shérif, Gary, Graeme et les paysans)
3. Raining Forks : "Vacation" (chanté par le Shérif, le roi Jean, Robin, Barrington, Gary, Graeme et les paysans); "High Forks Night" (une reprise des Rolling Stones ; chanté par Barrington, Robin et Guy)
4. The Wise Woman of Worksop : "Here Comes Pixie Paul" (une reprise de Paul McCartney ; chanté par Rabies, Barrington et Little Ron)
5. Robin The Bad : "Thicky Stupid" (chanté par Robin); "A Selection Of Amusing Things" (chanté par le shérif et les paysans)
6. The Nice Sumatran : "The King of England Is a Pig" (chanté par le chœur du couronnement); "Party People Party" (une reprise de Lionel Richie ; chanté par Barrington); "Take My Heart" (une reprise de Frank Sinatra ; chanté par Snooker)
7. Voyage to the Bottom of the Forest : "You're So Lazy" (chanté par Marianne, Robin, Barrington et Little Ron); "L'histoire de Workflop" (chanté par le Shérif, Gary et Graeme)

## Prix
Maid Marian and herMerry Men ont remporté plusieurs prix, dont le BAFTA 1990 du meilleur programme pour enfants (divertissement / drame). Il a également été nommé pour le même prix en 1991, perdant face à Press Gang. Le programme a également remporté au moins un prix de la Royal Television Society, ainsi que le prestigieux "Prix Jeunesse Variety Award" au Festival international du programme pour enfants de Munich. [réf. nécessaire]

## Emplacements
La série s'est déroulé dans la vraie ville de Worksop, dans le Nottinghamshire, qui, avec Mansfield, est l'une des deux villes modernes les plus proches du Major Oak, bien que toute la série ait été tourné à Somerset. Les scènes extérieures ont été filmées dans les bois près de Minehead à un endroit appelé Porlock et les scènes du château ont été filmées à l'abbaye de Cleeve dans le Somerset. La plage de Porlock figure dans certains des épisodes, dont The Whitish Knight.

## Épisodes

### Saison 1
La saison 1 est la plus fidèle aux légendes originales et probablement la saison avec le moins d'anachronismes. Diffusée à l'origine du 16 novembre au 21 décembre 1989, avec How The Band Got Together rediffusée le 20 avril 2001.
1. How The Band Got Together : une jeune villageoise, Marianne, est enragée par le traitement accordé à son têtard Edwina par le shérif de Nottingham et ses sbires. Avec le tailleur Robin de Kensington, le marchand noir rastafari Barrington, l'idiot congénital Rabies et le nain violent Little Ron, elle forme une "bande impitoyable de combattants de la liberté". Robin gagne son surnom le plus célèbre de "Robin des Bois" en lui disant de tirer sa capuche sur sa tête lorsqu'il menace de mettre le feu aux caleçons du roi Jean.
2. Robert The Incredible Chicken : Marianne tente d'apprendre au gang à tirer à l'arc long, une compétence que Robin est incapable d'apprendre. La flèche que Robin tire sur le shérif manque largement sa cible mais fait ressentir au shérif une expérience de mort imminente, ajoutant à la croyance que Robin est un merveilleux tireur d'élite et le chef du gang. Il en résulte un plan des méchants pour organiser un concours de tir à l'arc pour piéger Robin. Incapable de résister à la poussée de son (faux!) égo, Robin y participe déguisé en gros poulet et donnant le nom de "Robert l'Incroyable Poulet". Marianne parvient à le sauver juste avant que son subterfuge soit découvert. Le déguisement de Robin est similaire à celui porté par renard du dessin animé de Disney de 1973. Les méchants croient toujours que Marianne devrait rester dans sa cuisine et que Robin est le chef du gang.
3. A Game Called John : Les célébrations du Pancake Day font comprendre au roi Jean qu'il n'est pas apprécié par les gens de Worksop, et il charge donc le shérif de trouver des moyens d'améliorer son image. La suggestion du shérif est qu'il invente quelque chose, une tâche rapidement déléguée au shérif, qui propose un nouveau jeu qui s'appellera "John". Ce jeu implique un grand nombre de balles qui roulent sur la table, d'où la nécessité d'un tissu vert. Le tissu est volé par les Joyeux Compagnons pour leurs uniformes et le shérif donne les droits du jeu à un paysan local, croyant à tort que le nom de l'homme est "Stinker". Le nouveau propriétaire du jeu, cependant, est en fait connu comme "Snooker".
4. The Miracle of St Charlene : les joyeux compagnons doivent construire un pont pour traverser la rivière afin de voler aux riches, une tâche qui n'est pas facilitée par l'incompétence de Robin face aux instructions de Marianne. Pendant ce temps, l'oncle du roi Jean, le duc de Dagenham, est décédé, ne lui laissant qu'une bouteille d'eau chaude, que le shérif doit vendre à un prix grossièrement gonflé.
5. The Sharp End of a Cow : la popularité de Robin auprès des paysans a mis en colère le roi Jean, ce qui l'a conduit à renvoyer le shérif, qui s'infiltre alors sous couverture pour chasser lui-même les hors-la-loi. De même, le système d'alerte précoce de Robin pour la cachette des Joyeux Compagnons a également conduit Marianne à s'énerver.
6. The Whitish Knight : un mystérieux chevalier blanc est vu autour de Worksop. Est-ce le frère du roi Jean, de retour des croisades? Et quel sera le sort de Rip-Off, l'ours en peluche géant? Cet épisode présente Forbes Collins dans un double rôle de roi John et de son frère Richard.

### Saison 2
La saison deux, malgré l'apparition de Guy de Gisborne (qui est presque l'opposé du personnage du même nom des légendes) commence à s'éloigner du concept original et à la place s'oriente vers un style plus créatif. Elle a été diffusée à l'origine du 15 novembre au 20 décembre 1990 et rediffusée du 27 avril au 1er juin 2001.
1. The Beast of Bolsover : un gang rival de hors-la-loi, dirigé par le stéréotype australien, la Bête de Bolsover (et son neveu, la Nuisance de Nuneaton) tentent une prise de contrôle de la forêt de Sherwood, au grand dégoût de Marianne et de ses amis.
2. The Worksop Egg Fairy : La "fée aux œufs Worksop" a béni les paysans très superstitieux avec des œufs, ce qui pousse le roi Jean à en vouloir un. Les Joyeux Compagnons sont dans la position de devoir contourner la superstition du village pour protéger les habitants.
3. Little Brown Noses : Dans un effort pour augmenter les revenus, le shérif arrête le poulet de Gladys, Colin, pour stationnement illégal. Marianne essaie d'inspirer les paysans à payer l'amende en organisant un événement caritatif qui s'inspire de la collecte de fonds Red Nose Day de Comic Relief. Le roi Jean, quant à lui, a pris en charge son neveu, Guy de Gisborne. Richard Curtis, l'homme derrière Comic Relief a encouragé le créateur et écrivain de Maid Marian, Tony Robinson, à écrire ce scénario. Robinson est apparu dans plusieurs émissions de Comic Relief depuis sa création, y compris une apparition notable en tant que Baldrick sur CBBC en 1991.
4. Rabies in Love : la collecte de fonds de Marianne fonctionne bien, car personne ne peut battre Rabies dans un bras de fer. Personne, sauf Fergi, dont Rabies tombe rapidement amoureux. Les joyeux compagnons tentent d'aider, mais sont entravés par le plan du roi Jean pour obtenir la main de Fergi pour Guy.
5. Rotten Rose - Partie 1 : la vieille camarade de classe de Marianne, Rose Scargill, est l'une des nombreuses citoyennes de Worksop qui fait de l'œil à Robin (qui n'a pas dissipé la croyance selon laquelle il est le chef des Joyeux Compagnons). Rose met la main sur certains des biens de Robin et découvre qu'elle pourrait gagner beaucoup d'argent en le remettant aux autorités. Ainsi, dans une série de tromperies, Robin se retrouve dans le cachot du roi Jean croyant que Marianne est une traîtresse.
6. Rotten Rose - Partie 2 : Malgré le handicap notable de leur propre stupidité en l'absence de Robin qui est emprisonné et de Marianne, qui a également été emprisonné, les Joyeux Compagnons élaborent un plan pour libérer les deux.

### Saison 3
Dans la saison trois, le surréalisme et les anachronismes étaient bien ancrés et les intrigues avaient très peu à voir avec le cadre historique. D'autres parodies et références manifestes peuvent être vues ici, y compris la chanson de l'épisode 3 "Call The Dentist" (une parodie directe du thème de SOS Fantomes) ou "Chop Suey" (une lente parodie d'In the Ghetto d'Elvis Presley) dans l'épisode 5. Le prétendu conflit entre le roi Jean et le shérif d'un côté et les joyeux compagnons de l'autre est souvent minimisé au profit d'une situation comique générale. Elle a été diffusée à l'origine du 7 janvier au 11 février 1993, et rediffusée du 8 juin au 13 juillet 2001.
1. The Big Baby : Barrington a grossi, ce qui fait craindre à certains des joyeux compagnons qu'il aurait pu avaler d'autres personnes. Le roi Jean, quant à lui, décrète que ses sujets devraient lui donner des cadeaux, il reçoit donc un bébé en gelée grandeur nature qui lui ressemble vaguement. Le bébé en gelée est capturé, laissant le shérif imaginer la nouvelle fête de "Bloopy" pour justifier le besoin de cadeaux. Les Joyeux Compagnons, quant à eux, ont mis à profit les talents de Barrington.
2. Driving Ambition : Afin de remonter le moral des habitants de Worksop, Marianne met en place un concours de chant, que Rose détourne rapidement. Le shérif a également un intérêt direct, avec l'argent dont il a besoin pour rembourser l'instructeur de conduite du roi Jean. Depuis que Guy est entré et a parié contre lui-même, certains juges doivent s'assurer que l'argent va dans la bonne direction. Barrington, étant un assez bon chanteur, veut participer lui-même avec Marianne pour chanter en duo. Le shérif et les joyeux compagnons sont donc obligés de s'affronter.
3. Keeping Mum : la mère de Marianne, pensant que sa fille est réceptionniste dentaire, vient lui rendre visite. Les joyeux compagnons ne sont que trop heureux de se joindre à la mascarade des dentistes. Le shérif, quant à lui, considère la nouvelle arrivante comme l'appât parfait pour piéger et arrêter Marianne.
4. They Came From Outer Space : une mystérieuse boule de feu est vue au village et Guy commence à parler de son ami extraterrestre invisible, Plop-Bop. Les paysans et les joyeux compagnons pensent également à la vie sur d'autres planètes, tandis que le roi Jean est préoccupé par les implications en matière de défense, ce qui signifie que le shérif doit collecter plus d'argent auprès des paysans pour se défendre contre l'invasion spatial. Les seules choses qu'il reste aux paysans sont les vêtements qu'ils ont sur le dos, qui sont rapidement pris, obligeant Marianne à s'impliquer dans cette histoire d'extraterrestres.
5. Robin and the Beansprout : les excuses de Robin, ressemblant remarquablement à  last night's bedtime story, ont conduit Marianne à s'énerver. Dans sa quête pour trouver le dîner, Robin ne trouve que des germes de soja, mais une série d'événements étrange s'inspirant de Jack and the Beanstalk le font revenir triomphalement avec de la nourriture chinoise à emporter.
6. The Great Mud Harvest : les paysans de Worksop sont fauchés, il n'y a tout simplement plus d'argent à taxer. Le travail accompli, le shérif limoge Gary, avant d'être menacé lui-même par le roi Jean, à moins qu'il ne trouve une autre source de richesse à Worksop. Marianne tente de soulager la famine, ce qui ne sert à rien avec les paysans fatalistes, jusqu'à ce que Robin apparaisse dans son nouveau costume blanc, et qu'il commence à chanter. Marianne lui dit qu'il ne peut pas le garder propre "jusqu'à la fin de cet épisode".

### Épisode Spécial de Noël
1. Maid Marian et Much the Mini Mart Manager's Son : Après sa leçon de claquettes avec Barrington, Robin révèle bêtement son identité au shérif, mais Much persuade le shérif de disperser ses gardes. Marianne n'est pas impressionnée par la manipulation de Much pour inciter à la peur du «monstre crapaud géant de Stoke-on-Trent» chez les paysans, dans le but de vendre des jouets collants. Lorsque Guy menace de partir, le roi Jean promet d'attraper Robin et son gang pour lui. Initialement diffusée en un épisode de 50 minutes le 24 décembre 1993, et rediffusée en deux épisodes de 25 minutes les 20 et 27 juillet 2001. Cet épisode peut être trouvé en supplément sur la version DVD de la saison 3.

### Saison 4
La quatrième saison, la dernière saison du programme, est à bien des égards la plus étrange. D'une part, la comédie est devenue plus sophistiquée, les références au jeu de rôle dans l'épisode 1, les parodies de la culture balnéaire anglaise dans l'épisode 3 et les références aux Beatles dans l'épisode 4 sont des blagues destinées à un public juvénile. L'apparition de Clem Costner est une référence aux films de Robin des Bois, et le fait que le personnage de Costner soit l'antithèse de Robin n'est peut-être pas une coïncidence, tandis que l'inversion de toute la culture dans le dernier épisode démontre que rien n'est sacré. D'un autre côté, la comédie est également devenue plus juvénile, il y avait plus de gags slapstick et pie que dans les trois autres saisons combinées. Diffusée à l'origine du 5 janvier au 16 février 1994, cinq des sept épisodes ont été rediffusée (The Wise Woman of Worksop et Voyage to the Bottom of the Forest n'étaient pas inclus) du 3 août au 31 août 2001.
1. Tunnel Vision : Le shérif et le roi Jean ont concocté un plan pour construire un tunnel à Scunthorpe. Pendant ce temps, la forêt de Sherwood est le centre d'un engouement pour le jeu, les joyeux compagnons jouent à Chronic the Hedgehog et Dungeons & Dragons. Rose kidnappe Guy juste au moment où sa mère arrive, et Gary et Graeme effectuent une parodie de The Crystal Maze avec Richard O'Brien remplaçant Robin O'Hood.
2. Bouncy Sheriff : le roi Jean veut que les jouets de Guy sortent du château, sinon il transformera le shérif en shérif gonflable pour le plaisir de son neveu. Pendant ce temps, Marianne quitte le gang à cause de leur attitude sexiste et commence à vendre ses services dans l'amélioration des logements avec Rose. Rose conspire avec le shérif pour livrer Marianne, les joyeux compagnons et pour vendre une toute nouvelle extension à l'arrière du château de Nottingham au roi Jean.
3. Raining Forks : Un virus se propage à travers Worksop. Même le roi Jean l'attrape et décide qu'il a besoin d'une pause au bord de la mer. Le shérif rassemble les paysans et leur fait construire un camp de vacances en bord de mer. Par chance, les joyeux compagnons sont en vacances non loin du nouveau camp et consacrent leurs énergies à l'infiltrer et à stopper le travail forcé pour que tout le monde puisse célébrer High Forks Night.
4. The Wise Woman of Worksop : les joyeux compagnons souffrent d'insomnie et Robin empêche tout le monde de dormir avec ses raves toute la nuit. Seule la vieille Gladys sait quoi faire, en utilisant son gâteau somnolent. Malheureusement, les choses tournent mal, faisant ressembler les joyeux compagnons aux Beatles, et le gang doit libérer le père de Gladys, qui a été enfermé dans le cachot du roi Jean. Rabies élabore un plan pour résoudre cette situation, en se servant de "Pixie Paul et sa petite épouse Linda" et cela fonctionne. Cet épisode n'a pas été rediffusée en 2001 en raison du décès de Linda McCartney depuis la diffusion originale.
5. Robin the Bad : Clem, un homme qui ressemble exactement à Robin, fait des ravages dans Worksop, tuant même le roi Jean. Les paysans, consternés par ce changement d'attitude, transfèrent leurs affections au shérif. Barrington, Rabies et Little Ron essaient de prouver l'innocence de Robin.
6. The Nice Sumatran : Marianne tente d'effrayer le roi Jean, qui remet sa couronne à Guy. Il se réfugie auprès des joyeux compagnons, qui décident à contrecœur de suivre l'exemple du Nice Sumatran envers les riches malheureux et acceptent de le laisser rester. Cependant, les relations avec le nouvel invité se détériorent et Marianne se rend compte qu'elle doit faire peur à Guy pour qu'il rende la couronne au roi Jean, ce qui nécessite une alliance improbable avec le shérif.
7. Voyage to the Bottom of the Forest : Rabies est paresseux, à tel point que de nombreux plans des Joyeux compagnons ne fonctionnent pas à cause de lui. Cependant, le vol d'un cuirassé emmènent les Joyeux compagnons dans l'univers parallèle d'Engyland, où l'arrivée de Rabies a été attendue avec impatience par les bonnes gens de Workflop, en particulier le Nottyman, pour les sauver de la méchante sorcière.

## Sorties vidéo et DVD

### Vidéo
- La saison 1 est sortie en quatre volumes de 3 épisodes chacun (quelques légères variations dans la conception de la couverture existent pour chacun). Conformément à d'autres sorties vidéo de la BBC de l'époque, telles que La vipère noire, chaque volume a été nommé d'après un épisode:
  - "Maid Marian and Her Merry Men: How The Band Got Together" a présenté les épisodes 1-3 (BBCV 4424). Sortie le 5 novembre 1990
  - "Maid Marian and Her Merry Men: The Miracle of St Charlene" met en vedette les épisodes 4-6 (BBCV 4425). Sortie le 5 novembre 1990
  - "Maid Marian and Her Merry Men Re Release: How The Band Got Together" a présenté les épisodes 1-3 (BBCV 4424). Sortie le 8 février 1993
  - "Maid Marian and Her Merry Men Re Release: The Miracle of St Charlene" a présenté les épisodes 4-6 (BBCV 4425). Sortie le 8 février 1993

Les saisons suivantes ne sont pas sorties en vidéo.

### DVD
Les DVD ont été publiés après de nombreuses campagnes en ligne et une pétition par des fans vers 2002. Certaines des signatures incluaient des acteurs, bien que la preuve de cela soit maintenant perdue.
- Saison 1 - sortie le 20 mars 2006.
- Saison 2 - Paru le 24 juillet 2006.
- Saison 3 - Paru le 23 octobre 2006. (Comprend l'épisode spécial de Noël 1993 "Much the Mini-Mart Manager's Son")
- Saison 4 - Paru le 19 février 2007.
- Coffret saisons 1 à 4 - Sortie le 22 septembre 2008.

## Bandes dessinées
Les bandes dessinées ont été écrites et adaptées par Tony Robinson, illustré par Paul Cemmick et publié par la BBC et BBC Books Ltd. entre 1989 et 1992.
- Maid Marian et Her Merry Men: comment le groupe s'est réuni (BBC Books (2 novembre 1989)  (ISBN 0-563-20808-2)
- Maid Marian and Her Merry Men: Robert the Incredible Chicken (BBC Books (2 novembre 1989)  (ISBN 0-563-20809-0)
- Maid Marian and Her Merry Men: The Whitish Knight (BBC Books (1er octobre 1990)  (ISBN 0-563-36040-2)
- Maid Marian and Her Merry Men: The Beast of Bolsover (BBC Books (1er octobre 1990)  (ISBN 0-563-36041-0)
- Maid Marian and Her Merry Men: The Worksop Egg Fairy (BBC Books (3 octobre 1991)  (ISBN 0-563-36220-0)
- Maid Marian and Her Merry Men: Rabies in Love (BBC Books (3 octobre 1991)  (ISBN 0-563-36219-7)
- Maid Marian and Her Merry Men: It Came From Outer Space (BBC Books (26 novembre 1992)  (ISBN 0-563-36709-1)
- Maid Marian and Her Merry Men: Driving Ambition and Keeping Mum (BBC Books (26 novembre 1992)  (ISBN 0-563-36710-5)

## Adaptations
Le programme a été adapté pour une comédie musicale sur scène de Tony Robinson, Mark Billingham et David Lloyd. Il a été joué dans plusieurs théâtres britanniques. Le programme de théâtre pour la production au Bristol Old Vic comportait de nouvelles œuvres d'art de Paul Cemmick, montrant Tony Robinson rêvant de la production après avoir été frappé à la tête par un ballon de football. Le scénario de cette production a ensuite été publié sous forme de livre par Longman en 1992, dans le cadre d'une série de pièces de télévision (et radio) de la BBC à utiliser dans les salles de classe au niveau de la phase clé 3 (environ de 11 à 14 ans). Le livre comprend du matériel de soutien et des activités à cet effet.
- Maid Marian and Her Merry Men (BBC / Longman (6 août 1992)  (ISBN 0-582-09554-9)